# Сорок перший (фільм, 1927)
«Сорок перший» — радянський художній кінофільм 1927 року режисера Якова Протазанова, знятий за мотивами однойменної повісті Бориса Лавреньова.

## Сюжет
Громадянська війна. По білих пісках Середньої Азії рухається, переслідуваний білими, вмираючи від спраги, загін червоноармійців на чолі з комісаром Євсюковим. На бойовому рахунку у кращого стрільця загону Марютки сорок убитих білогвардійців. В останньому бою із захоплення каравану узятий в полон білий поручик-аристократ Говоруха-Отрок, спрямований з дипломатичною місією від Колчака до Денікіна.

## У ролях
- Ада Войцик —  Марія (Марютка) Філатівна Басова, стрілок червоноармійського загону
- Іван Коваль-Самборський —  Вадим Миколайович Говоруха-Отрок, поручик
- Іван Штраух —  Арсентій Євсюков, комісар
- Костянтин Назаренко — епізод

## Знімальна група
- Режисер — Яків Протазанов
- Сценаристи — Борис Лавреньов, Борис Леонідов
- Оператор — Петро Єрмолов
- Художник — Сергій Козловський